# Jhon Ospina
Jhon Alexander Ospina Londoño (* 13. Juli 1992) ist ein kolumbianischer Fußballschiedsrichter.
Ospina ist seit März 2017 Schiedsrichter in der ersten kolumbianischen Fußballliga und hat in dieser bereits über 140 Partien geleitet.
Seit 2019 steht Ospina auf der Liste der FIFA-Schiedsrichter und leitet internationale Fußballpartien, unter anderem wird er regelmäßig in der Copa Libertadores (17 Spiele) und der Copa Sudamericana (16 Spiele) eingesetzt.
Bei der U-15-Südamerikameisterschaft 2019 in Paraguay und bei der U-20-Weltmeisterschaft 2023 in Argentinien leitete Ospina jeweils zwei Spiele. Zudem leitete Ospina  Spiele in der Copa Colombia, in der Südamerika-Qualifikation für die Weltmeisterschaft 2022 in Katar (ein Spiel) sowie Freundschaftsspiele.